# Cleveland Institute of Art
Ej att förväxla med Cleveland Museum of Art

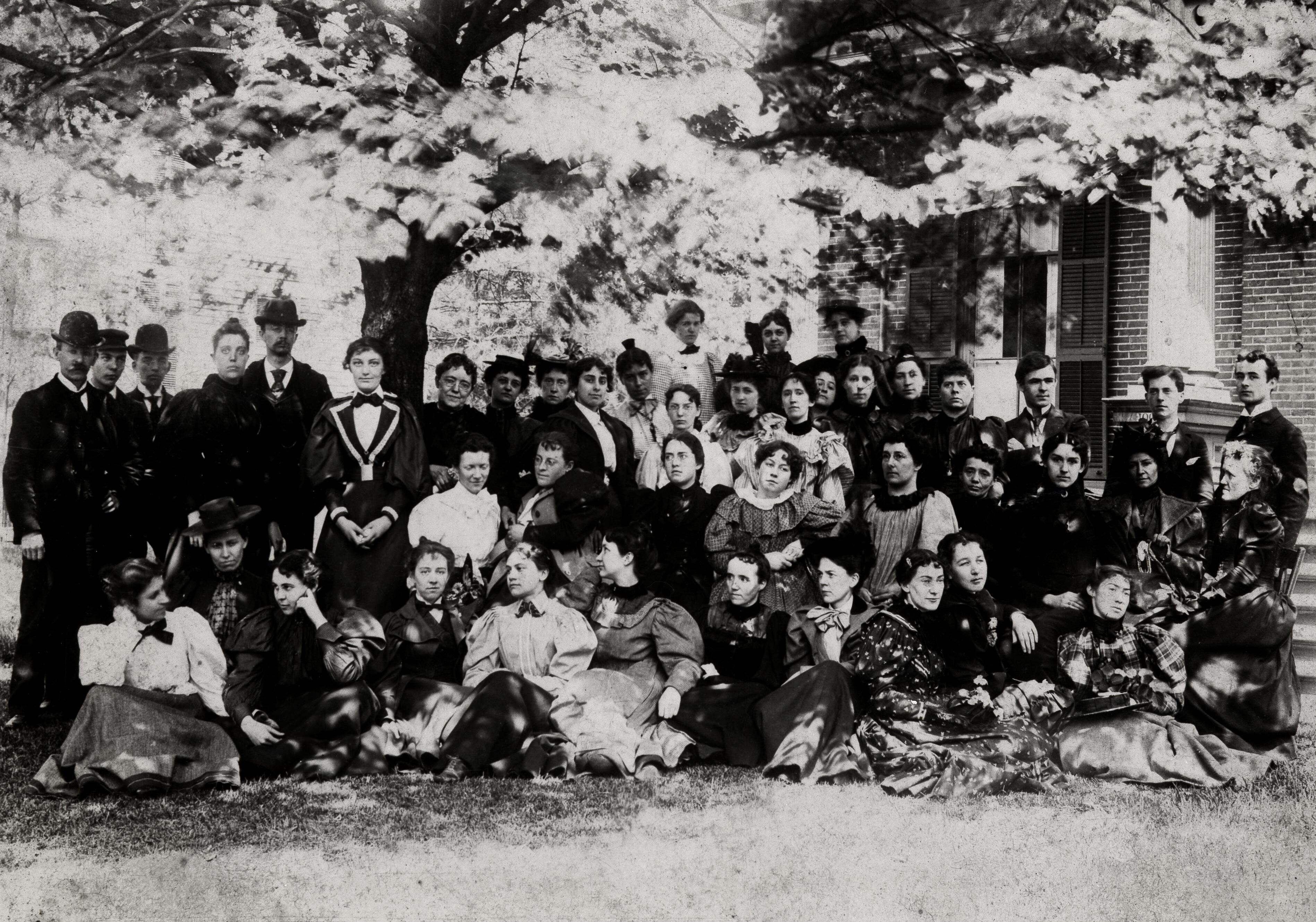
Cleveland Institute of Art omkring 1900

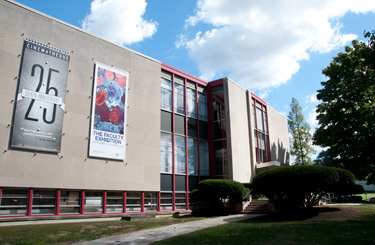
George Gund II Building

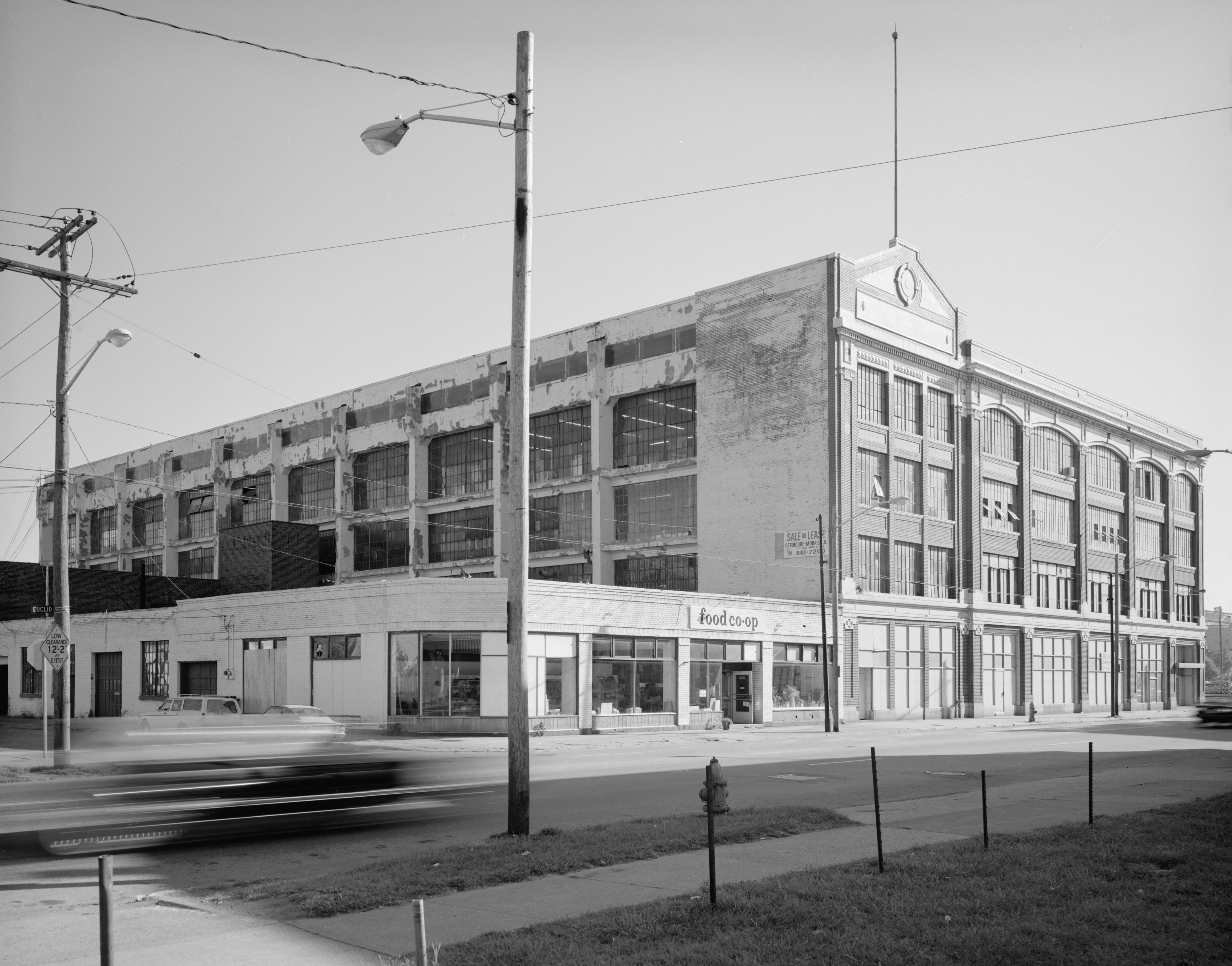
McCullough Center är en tidigare Ford Model T-fabrik vid Euclid Avenue/East 116th Street

Cleveland Institute of Art, tidigare Cleveland School of Art, är en privat högskola i Cleveland i Ohio i USA. 
Cleveland School of Art grundades 1882 som Western Reserve School of Design for Women. Efter att ha blivit en samkönad utbildningsanstalt döptes det om till Cleveland School of Art år 1892. Efter att ha misslyckats med att gå samman med Western Reserve University, blev högskolan självständig. Den lokaliserades 1904 till University Circle vid Magnolia Drive och Juniper Drive. 
Under den stora depressionen på 1930-talet deltog högskolan i Works Progress Administrations Federal Art Project. År 1974 började högskolan ge kandidatexamen  och 1975 bytte högskolan namn till Cleveland Institute of Art. Efter hand har högskolan inkluderat fler akademiska ämnen, men ändå behållit sin bas som en praktiskt inriktad konstskola.
Cleveland Institute of Art flyttade 1956 in i den nya George Cund II-byggnaden på East Boulevard och 1976 också in i en tidigare bilfabrik på Euclid Avenue. År 2013 beslöts att sälja byggnaden på East Boulevard till Cleveland Museum of Art och Case Western Reserve University, och förlägga all sin verksamhet till Euclid Avenue, inklusive i en tillbyggnad där.